# IO Tillett Wright

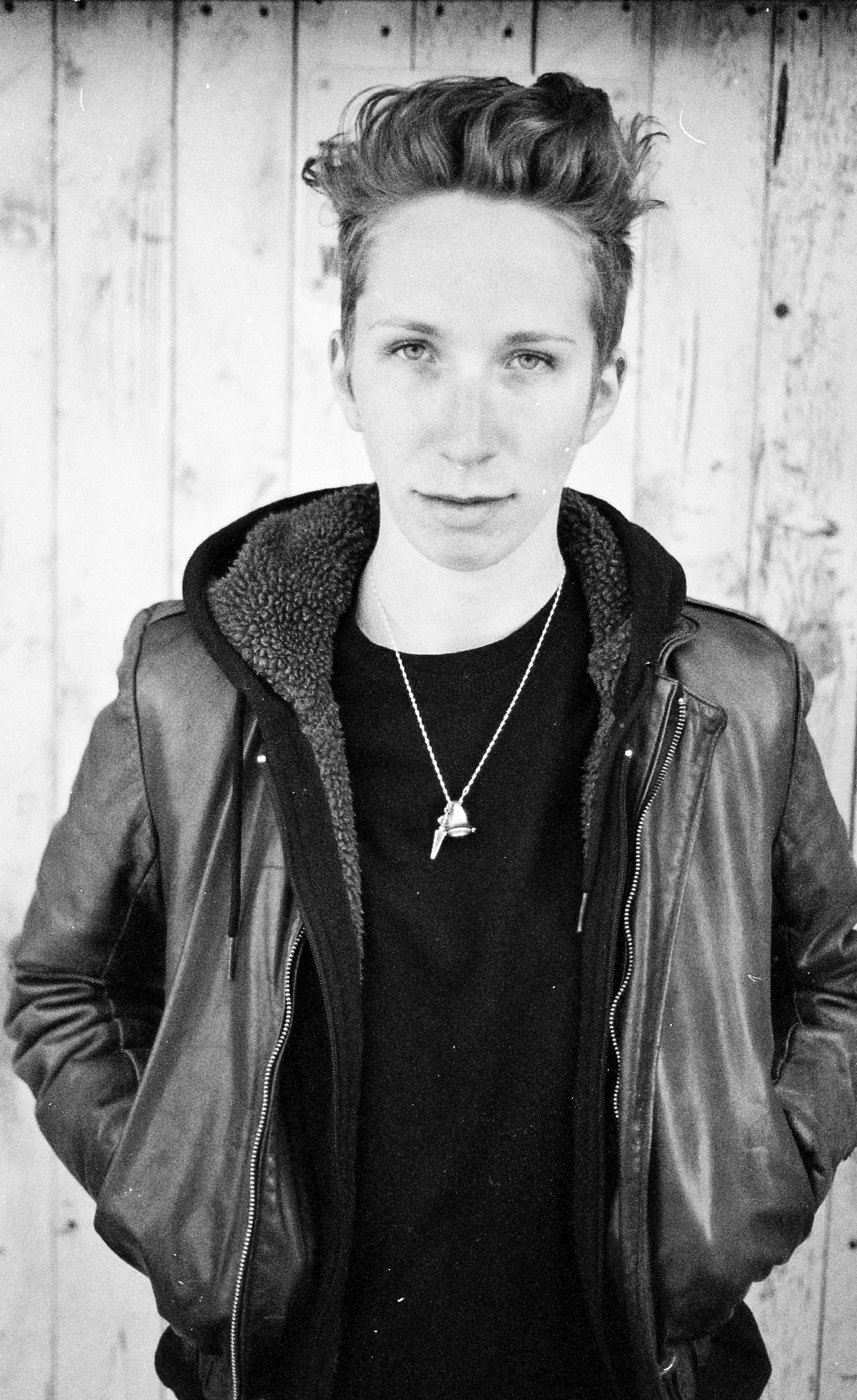
IO Tillett Wright

iO Tillett Wright (* 2. September 1985 in Lower East Side, Manhattan, New York City, New York) ist ein amerikanischer Autor, Fotograf, Fernsehmoderator und Aktivist.

## Kindheit und Jugend
iO Tillett Wright wurde am 2. September 1985 in Lower East Side, Manhattan (New York City) geboren. Seine Mutter, Rebecca Wright, ist Fotografin. Ihm wurde bei seiner Geburt das weibliche  Geschlecht zugeordnet. Bereits als Kind lebte er jedoch genderfluid und identifizierte sich als Junge.

## Karriere
Seinen ersten öffentlichen Auftritt hatte er in dem Film In letzter Konsequenz (1997), wo er einen Jungen namens „Walter“ spielt. Später tauchte er in mehreren Folgen von Sex and the City in Nebenrollen auf.
Ab 2010 schrieb Wright zahlreiche Kolumnen für das New York Times Style Magazine (T Magazine). Daneben arbeitete er an dem Projekt „Self Evident Truths“, bei dem er Amerikaner fotografierte, die sich als nicht 100 Prozent heterosexuell definieren. Bis heute liehen dem Projekt über 9.500 Menschen ihr Gesicht.
2012 hatte er einen Auftritt beim TED-Talk TEDxWomen in Washington, D.C. Unter dem Titel „Fifty Shades of Gay“ sprach er über die Themen Sexualität und Gender als Spektren. Das Video wurde bis heute über 2,6 Millionen Mal angesehen. Inzwischen tritt er häufig als Gastredner in Universitäten auf.
2016 wurde Wright Co-Moderator in der MTV-Show „Suspect“ mit Nev Schulman.
Am 27. September 2016 erschien sein erstes Buch, Darling Days, A Memoir bei Ecco Books, einem Imprint von HarperCollins. Die deutsche Ausgabe erscheint im September 2017 im Suhrkamp Verlag.

## Persönliches
Wright beschrieb sich 2014 in einem eigenen Artikel als „Frau, die männliche Eigenschaften hat, und viele weibliche Eigenschaften“, und daran wäre nichts falsch. Mit dem Erscheinen seiner Memoiren 2016 erklärte sich Wright eindeutig als Transmann, der auch männliche Pronomen beansprucht.
Im selben Jahr stellte er sich auf die Seite von Amber Heard, mit der er befreundet ist, als diese Missbrauchs-Vorwürfe gegen ihren langjährigen Lebensgefährten Johnny Depp erhob. Der Fall sorgte für Kontroversen in der Öffentlichkeit.
Wright lebt inzwischen in Los Angeles.

## Publikationen
- Darling Days, A Memoir. 2016 (englisch).
  - deutsch: Darling Days: Mein Leben zwischen den Geschlechtern. Aus dem Englischen von Clara Drechsler und Harald Hellmann. Suhrkamp Verlag, Berlin 2017, ISBN 978-3-518-46803-6.